# Pont San Francesco di Paola
Ne doit pas être confondu avec Ponte Girevole.
Le pont San Francesco di Paola, communément appelé pont de Calatrava, est un pont à haubans situé à Cosenza, en Italie. Il a été conçu par l'architecte espagnol naturalisé suisse Santiago Calatrava. 
Il est considéré comme le pont à haubans le plus élevé d'Europe. 

## Histoire

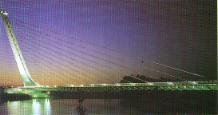
Portée du pont.

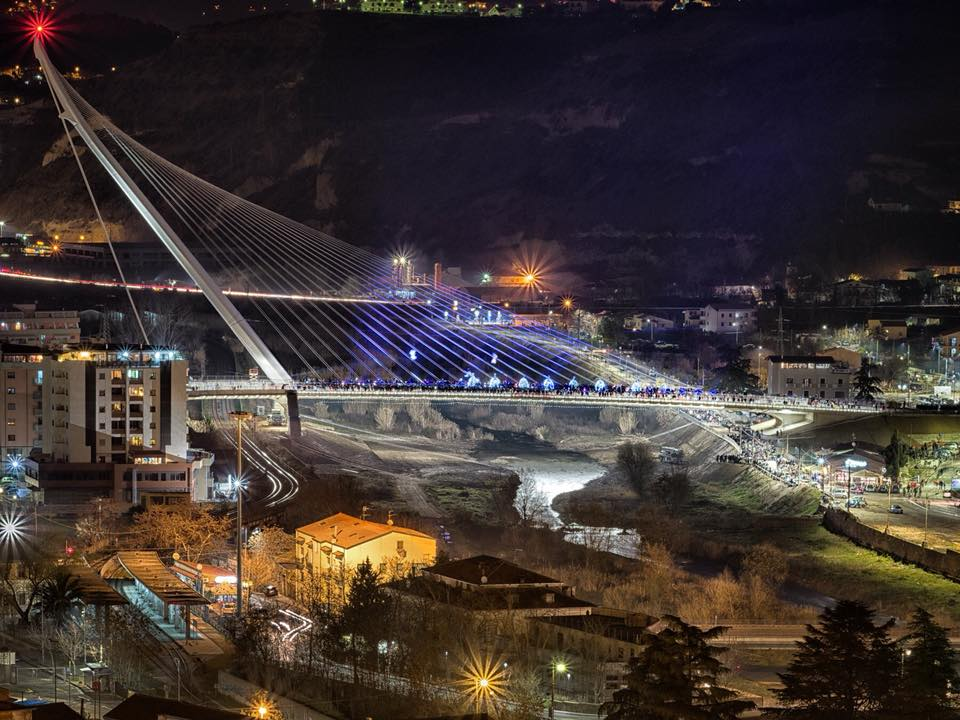
Vue de dessus du pont.

Érigé dans la zone sud-est de Cosenza, il relie deux parties de la ville divisées par la rivière Crati. Outre à traverser le fleuve, le pont franchit aussi deux voies ferrées, le projet proposant en effet une gare sous la travée en béton avec couverture en acier et verre.
Santiago Calatrava a conçu un pont à haubans avec un seul pylône incliné haut de 104 mètres qui atteint le point le plus élevé du complexe urbain. Les matériaux utilisés sont l'acier, le béton et la pierre naturelle. Le tablier du pont, réalisé en acier, est de 140 mètres de long et 24 mètres de large, et sert aussi bien à la circulation des véhicules que des piétons. Toutefois, l'élément qui caractérise cet ouvrage et, est visible de plusieurs endroits de la ville, est son pylône unique incliné, qui supporte tous les câbles en acier ainsi que le tablier de la route. Calatrava a dessiné cet élément avec une section en caisson à la forme presque carrée et aux angles arrondis, dans la partie finale le pylône s'incline vers l'intérieur. Une solution qui exalte la direction des câbles, un choix de projet qui veut souligner le lien de l'ouvrage avec la ville et guider le regard de l'observateur vers le centre-ville de Cosenza. Le pont est en effet un pont à haubans avec un seul pylône incliné comme le pont de l'Alamillo de Séville.
Le pont de Cosenza n'est pas le premier projet italien de Santiago Calatrava. L'architecte et ingénieur valencien a signé plusieurs ouvrages parmi lesquels : la gare ferroviaire Mediopadana et les ponts de franchissement de l'autoroute A1 à Reggio d'Émilie ou le pont de la Constitution à Venise.